# Herb piratów
Herb piratów (ang. Crossbones) – dramatyczny amerykański serial telewizyjny wyprodukowany przez Sachs-Judah Productions oraz Sony Pictures Television. Pomysłodawcą serialu jest Neil Cross, który jednocześnie napisał scenariusz na podstawie "The Republic of Pirates" Colina Woodard. Premierowy odcinek serial został wyemitowany 30 maja 2014 przez NBC. 25 lipca 2014 stacja NBC ogłosiła anulowanie serialu po jednym sezonie. W Polsce emitowany od 2 stycznia 2015 do 27 lutego 2015 przez TVP1.

## Fabuła
Akcja serialu dzieje się w latach 1715-1725, który był erą piratów. Fabuła serialu opowiada o najważniejszych piratach, którzy stworzyli państwo New Providence.

## Obsada
- John Malkovich jako Edward Teach, Czarnobrody[4]
- Yasmine Al Masri jako Selima[5]
- Richard Coyle jako Tom Lowe[6]
- Claire Foy jako Kate[6]
- David Hoflin jako Charles Rider[5]
- Tracy Ifeachor jako Nenna
- Chris Perfetti jako Fletch

## Role drugoplanowe
- Ezra Buzzington jako Oswald Eisengrim[7]
- Kevin Ryan jako Finnegan[8]
- Henry Hereford jako Frederick Nightingale
- Emilien De Falco jako Alain Mersault
- Julian Sands jako William Jagger, gubernator Jamajki[9]
- Stuart Wilson jako Sam Valentine[10]

## Odcinki
| Sezon | Sezon | Odcinki | Oryginalna emisja | Oryginalna emisja | Oryginalna emisja | Oryginalna emisja | Oryginalna emisja |
| Sezon | Sezon | Odcinki | Premiera sezonu   | Finał sezonu      | Premiera sezonu   | Finał sezonu      |                   |
| ----- | ----- | ------- | ----------------- | ----------------- | ----------------- | ----------------- | ----------------- |
|       | 1     | 9       | 30 maja 2014      | 2 sierpnia 2014   | 2 stycznia 2015   | 27 lutego 2015    |                   |

### Sezon 1 (2013-2014)
| Nr | # | Tytuł                         | Reżyseria       | Scenariusz                                           | Premiera NBC    | Premiera TVP1    |
| -- | - | ----------------------------- | --------------- | ---------------------------------------------------- | --------------- | ---------------- |
| 1  | 1 | The Devil’s Dominion          | David Slade     | Neil Cross James V. Hart Amanda Welles               | 30 maja 2014    | 2 stycznia 2015  |
| 2  | 2 | The Covenant                  | Ciaran Donnelly | Blake Masters                                        | 6 czerwca 2014  | 9 stycznia 2015  |
| 3  | 3 | The Man Who Killed Blackbeard | Ciaran Donnelly | Colin Woodard Amanda Welles James V. Hart Neil Cross | 20 czerwca 2014 | 16 stycznia 2015 |
| 4  | 4 | Antoinette                    | Daniel Attias   | Michael Oates Palmer Elizabeth Sarnoff               | 27 czerwca 2014 | 23 stycznia 2015 |
| 5  | 5 | The Return                    | Terry McDonough | Michael Oates Palmer                                 | 11 lipca 2014   | 30 stycznia 2015 |
| 6  | 6 | A Hole in the Head            | Deran Sarafian  | Josh Friedman                                        | 18 lipca 2014   | 6 lutego 2015    |
| 7  | 7 | Beggarman                     | Dan Attias      | Neil Cross                                           | 25 lipca 2014   | 13 lutego 2015   |
| 8  | 8 | Crossbones                    | Deran Sarafian  | Neil Cross                                           | 2 sierpnia 2014 | 20 lutego 2015   |
| 9  | 9 | Blackbeard                    | Ciaran Donnelly | Neil Cross                                           | 2 sierpnia 2014 | 27 lutego 2015   |